# 2017-es úszó-világbajnokság
A 2017-es úszó-világbajnokságot a Nemzetközi Úszószövetség (FINA) szervezésében Budapesten és Balatonfüreden rendezték július 14. és 30. között (úszó-, műugró-, szinkronúszó-, nyílt vízi úszó- és vízilabda-világbajnokság). A világbajnokságot eredetileg a mexikói Guadalajarában rendezték volna. 2015 februárjában Guadalajara visszalépett a rendezéstől, márciusban a 2021-es világbajnokság rendezője, Magyarország átvállalta a 2017-es világbajnokság rendezését.

## A helyszín kiválasztása

### Pályázók
| Pályázó országok | Rendező város | Eredmény                       |
| ---------------- | ------------- | ------------------------------ |
| Mexikó           | Guadalajara   | győztes, de végül visszalépett |
| Oroszország      | Kazany        | a 2015-ös vb rendezője         |
| Kína             | Kanton        | visszalépett                   |
| Hongkong         | Hongkong      | visszalépett                   |
| Kanada           | Montréal      | visszalépett                   |

2011 áprilisáig a mexikói Guadalajara, Hongkong, az oroszországi Kazany, a kínai Kanton és Montréal jelezte rendezési szándékát a FINA-nak. Hivatalos pályázatot Guadalajara, Hongkong és Kazany nyújtott be. 2011 júliusában Guadalajara nyerte el a rendezés lehetőségét.
2015 februárjában Guadalajara visszalépett a rendezéstől, mivel Mexikó nem adott fedezetet a 100 millió dollárnyi rendezési költséghez.

### A világbajnokság magyarországi szervezése
Magyarország eredetileg a 2021-es világbajnokság rendezését kapta meg.
2013 augusztusában a kormány 300 millió forintot különített el a világbajnokság rendezési előszerződésének aláírásához szükséges előkészítő munkákra. A világbajnokság szervezőbizottságának elnökei Gyárfás Tamás és Kósa Lajos lettek. Társelnöknek Szentes Tamás főpolgármester-helyettest nevezték ki. A fővédnök Tarlós István lett.
Cornel Marculescu, a FINA ügyvezető igazgatójának 2014. májusi, budapesti tárgyalásain felmerült, hogy a szupertoronyugrás versenyszámait esetleg a Széchenyi lánchídon rendeznék meg.
2015 márciusában a visszalépett Guadalajara helyett a 2021-es vb rendezője, Magyarország vállalta a 2017-es világbajnokság rendezését.
Gyárfás Tamás egy 2015. márciusi nyilatkozatában 85 millió dollárra (akkori árfolyamon 24,7 milliárd forint) becsülte a világbajnokság teljes költségét. 2015 áprilisában a FINA és a magyar állam megkötötte a 2017-es világbajnoksággal kapcsolatos szerződést. 2015 júniusában a kormány a vb jogdíjára (5,25 millió dollár/1,45 milliárd forint) 833,3 millió forintot csoportosított át.
A 2015-ös úszó-világbajnokság utolsó napján, augusztus 9-én Julio C. Maglione, a Nemzetközi Úszószövetség elnöke jelképesen elindította a magyarországi vb hivatalos honlapját a finaworlds2017.com címen.
2015 októberében egy kormányrendeletben véglegesítették a szervezőbizottság névsorát: Seszták Miklós elnök, Gyárfás Tamás társelnök, Pintér Sándor, Szijjártó Péter, Varga Mihály, Balog Zoltán, Tarlós István, Fürjes Balázs, Szántó Éva. 2016 áprilisában bejelentették, hogy a megnyitóünnepséget a Várkert Bazár előtti Duna-szakaszon rendezik, a szinkronúszás és a záróünnepség a Városligeti Műjégpálya területén lesz, az óriás-toronyugrásra pedig a Parlamenttel szemközti Duna-parton kerül sor.

## Rendezés
Időpont
Mexikó a világbajnokságot július 15. és 30. között tartotta volna. Miután Magyarország átvállalta a rendezést, június 30. és július 16. közötti időpontot hoztak nyilvánosságra. Később Gyárfás Tamás közölte, hogy az eseménynek még nincsen konkrét időpontja. Magyarországon július 28-tól 30-ig Formula–1-es versenyt rendeznek, július 22-től 29-ig pedig Győrben az európai ifjúsági olimpiai fesztivál lesz. Augusztus 5-től 13-ig Londonban a 2017-es atlétikai világbajnokságot tartják, így ezek az időszakok is alkalmatlanok az úszó-világbajnokság rendezésére. Gyárfás nem tartotta kizártnak, hogy kivételesen felcserélik az osztrák és a magyar Formula–1-es verseny időpontját, hogy így biztosítsanak a naptárban helyet a világbajnokságnak.
2016 áprilisában hivatalosan bejelentették, hogy az ünnepélyes megnyitó július 14-én lesz.
Költségek
(Nem teljes, nem végleges adatok.)
| Költségelem | Költség (millió forint) |
| --- | ----------------------- |
| Állandó létesítmények |                         |
| - Duna Aréna építése | nettó 21 400            |

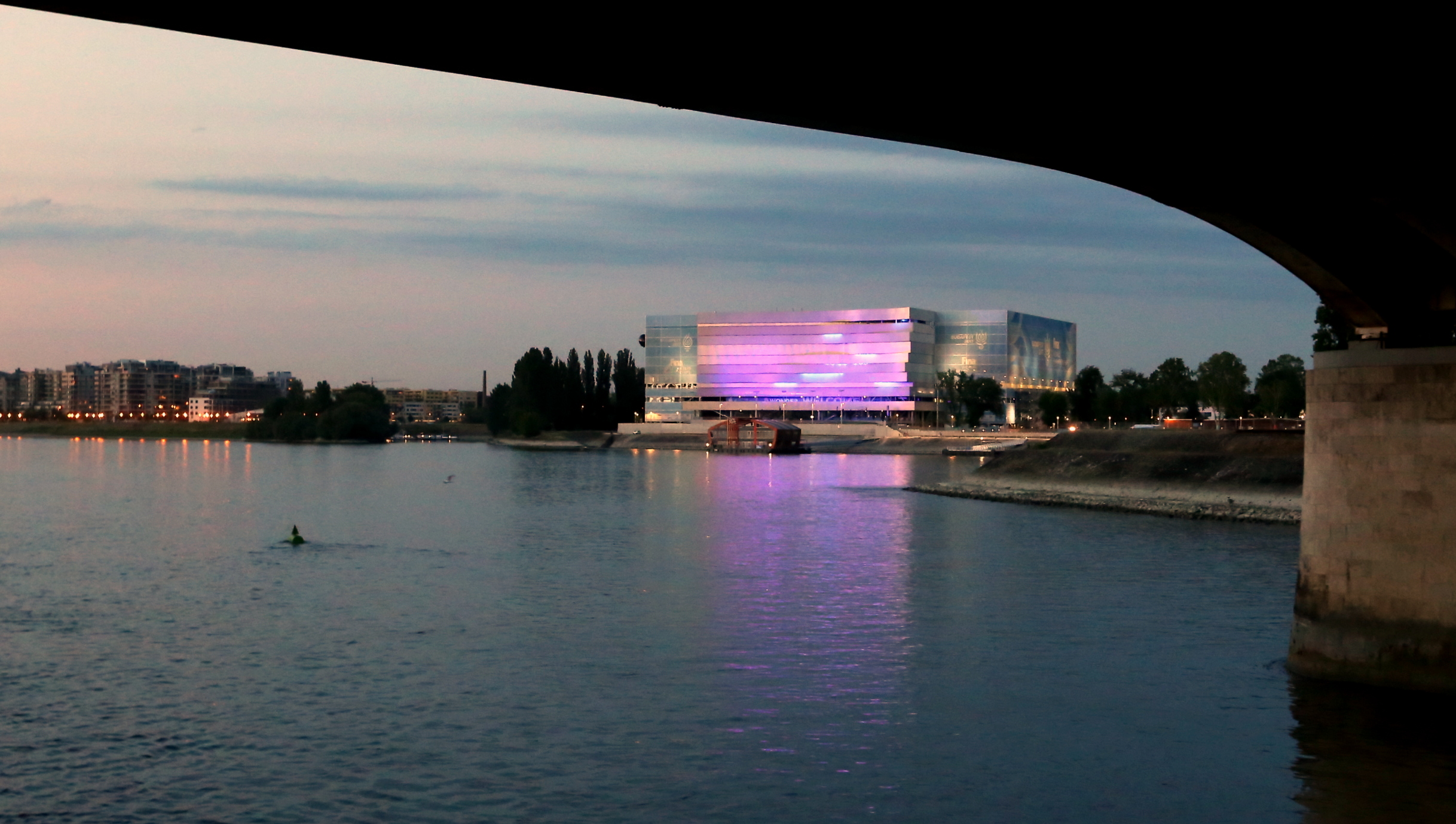
A Duna Aréna esti díszkivilágításban

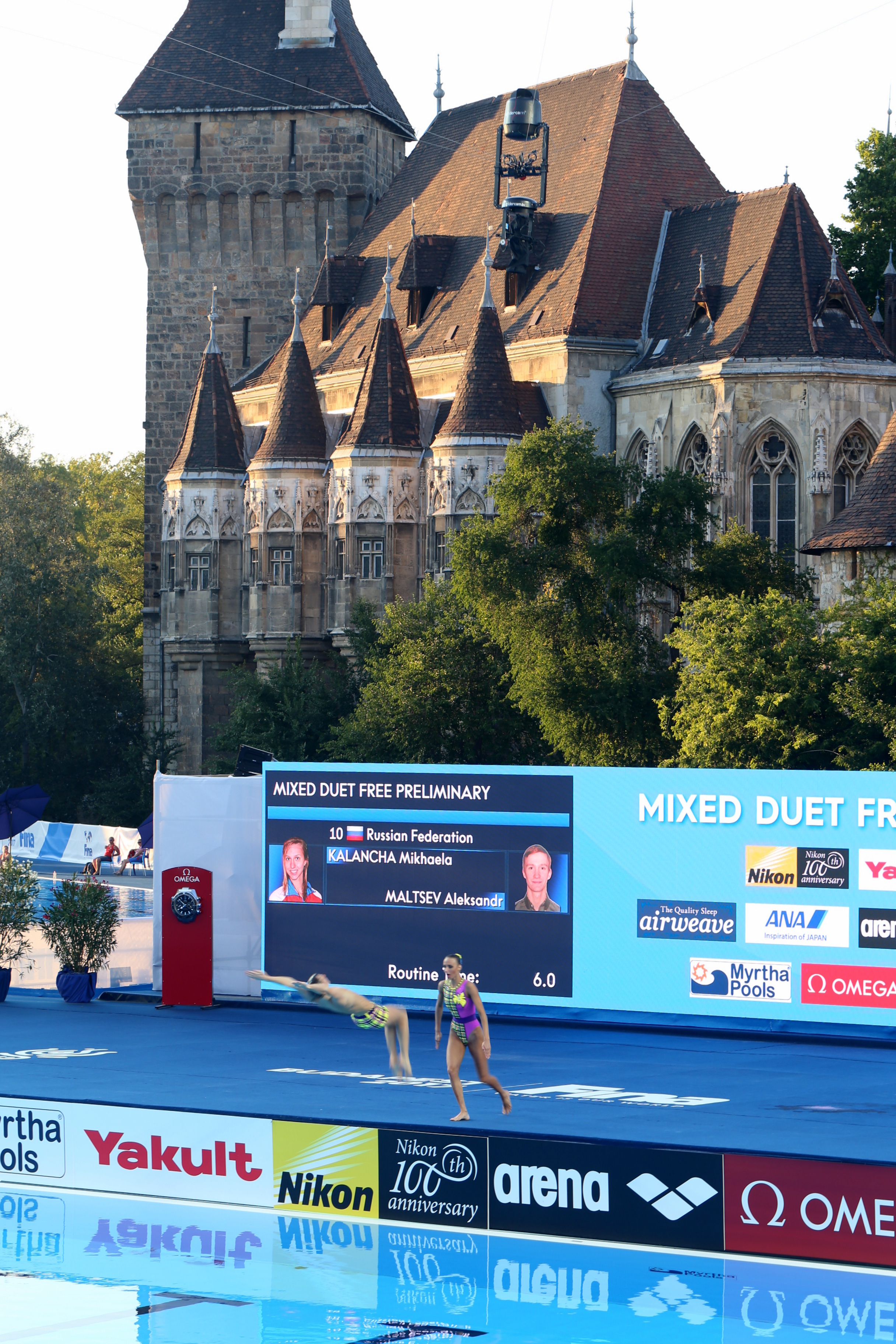
Szinkronúszás a Városligetben. A képen a győzelemre esélyes orosz páros, háttérben a Vajdahunyad vára

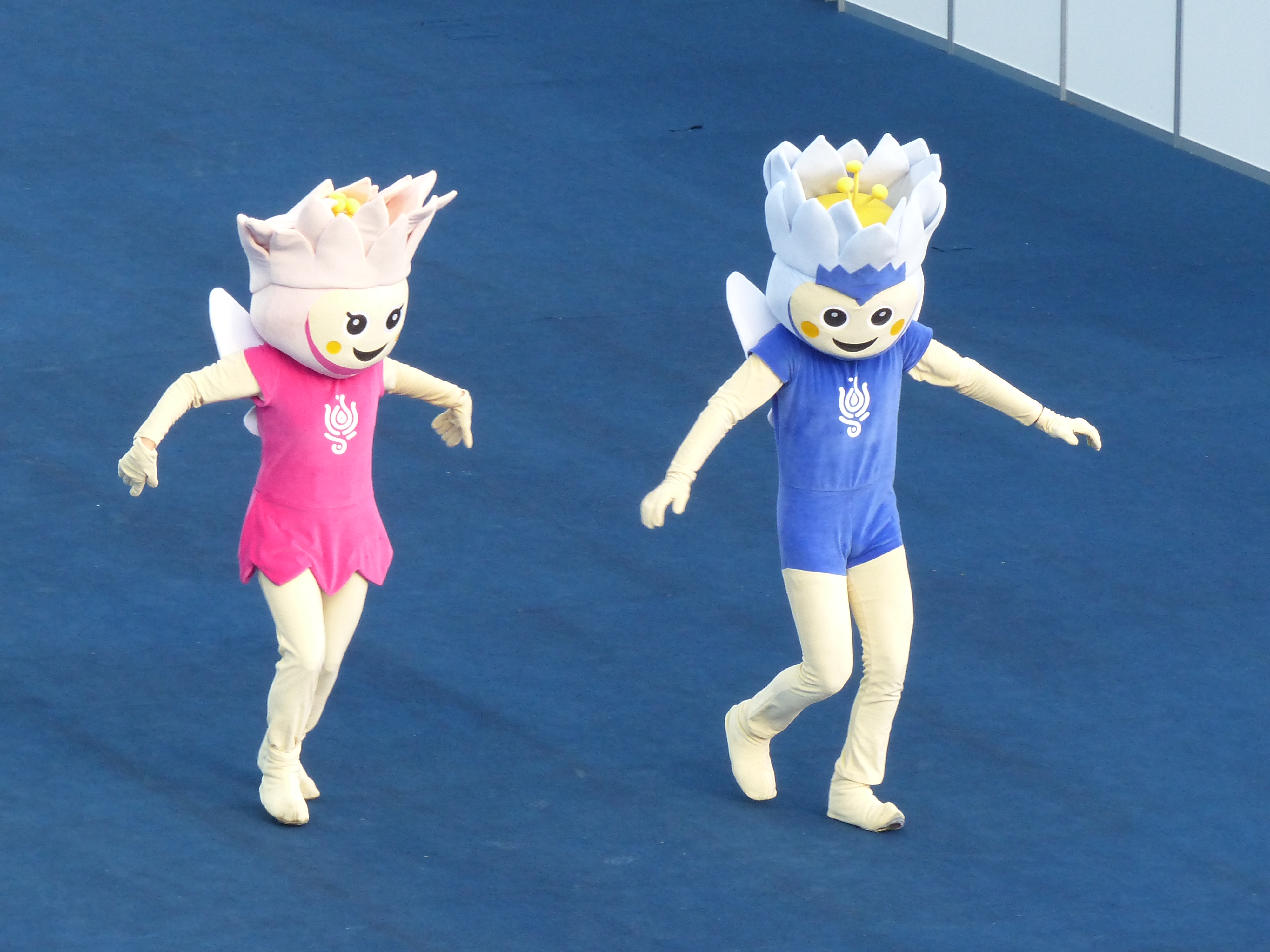
Lili és Lali, a vizes vb kabalafigurái

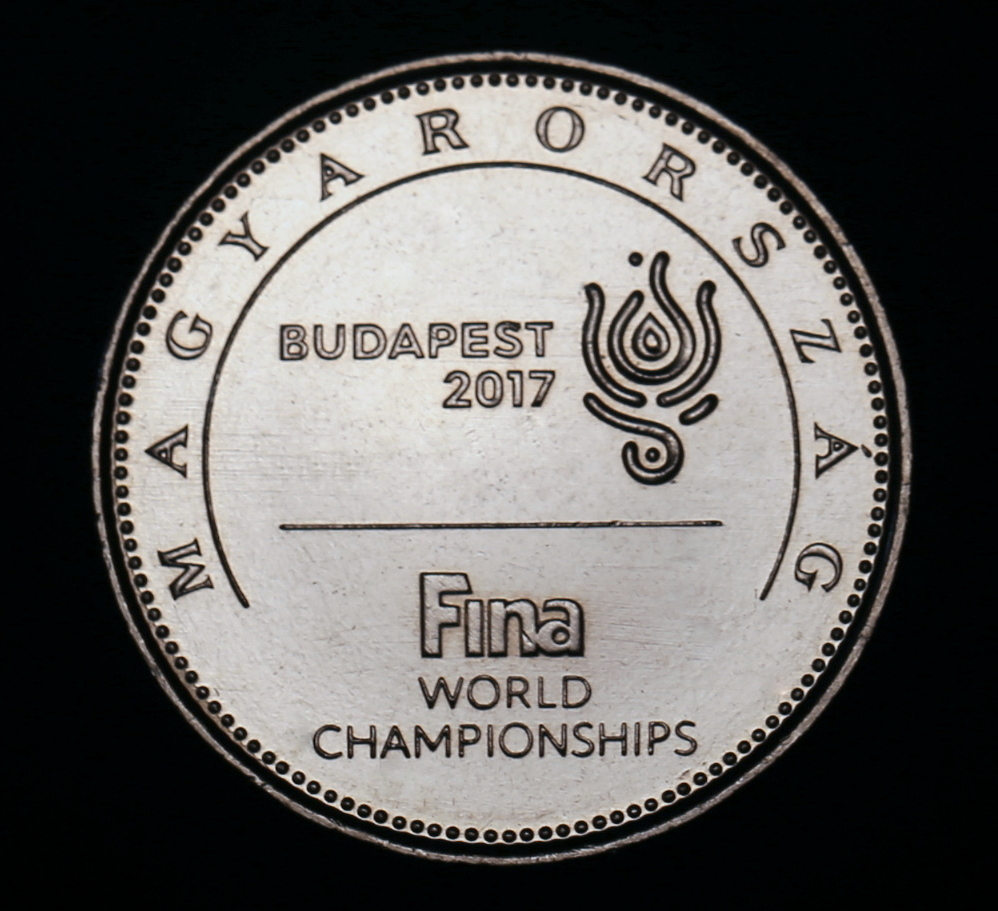
FINA 50 Ft-os érme

| - az Aréna melletti Dagály strand felújítása                                                                                               | 4000                    |
| - a Hajós Alfréd uszoda felújítása | 2800                    |
| - a Császár-Komjádi uszoda felújítása | 3325                    |
| - a Batthyány téri ugrótorony talapzata | 1919                    |
| - a Margit-sziget rekonstrukciója - csatornázás és útfelújítás - kertészet és biztonságtechnika - kompkikötők - az északi parkoló bővítése | 5300 2400 531 342,165   |
| - budapesti úthálózat felújítása - a Róbert Károly körút felújítása - Kárpát utca felújítása - Népfürdő utca – Vizafogó utca felújítása    | 3910,2                  |
| - Egy és két számjegyű országos főközlekedési utak fővárosi szakaszai karbantartásának 2015. évi támogatása                                | 629,972                 |
| - a pesti alsó rakpart rekonstrukciója | 6380,5                  |
| - gyalogos-kerékpáros híd a Rákos-patakon                                                                                                  | 424                     |
| - a közbringarendszer kibővítése a Margitszigeten európai uniós forrásból                                                                  | 703,7                   |
| - a balatonfüredi uszoda építésének állami támogatása                                                                                      | 352                     |
| Ideiglenes létesítmények |                         |
| - mobil lelátók a Duna Arénában | 13 822[forrás?]         |
| - Batthyány téri ugrótorony, lelátók és medence                                                                                            | 1013,333                |
| - egyéb ideiglenes létesítmények | 7800                    |
| Működési és szervezési költségek | 38 000                  |
| Informatikai rendszerek kiépítése | nettó 782,9             |
| Versenyhelyszínek takarítása | nettó 292,8             |

## Helyszínek

### Budapest
- Pesti rakpart
  - megnyitó ünnepség
- Batthyány tér
  - szupertoronyugrás
- A világbajnokság fő helyszíne az újonnan épülő Duna Aréna volt.[31]
  - úszás
  - műugrás
- Városligeti Műjégpálya
  - szinkronúszás
- Hajós Alfréd Nemzeti Sportuszoda
  - vízilabda
- Papp László Budapest Sportaréna
  - záró ünnepség
- Komjádi Béla Sportuszoda, BVSC uszoda, Tüske uszoda
  - edzéshelyszínek

### Balatonfüred
- nyílt vízi úszás

## Kabalafigurák
A világbajnokság kabalafiguráinak megtervezésére a Bp2017 Nonprofit Kft először nyílt pályázatot írt ki. A pályázóknak több szempontot is figyelembe kellett venniük, mint például a „kommunikációs stratégiához, arculathoz, merchandising célokhoz, nemzetközi elvárásokhoz, sportprezentációkhoz való illeszkedést, a kivitelezhetőséget és megvarrhatóságot”, továbbá alapvető szempont volt, hogy „magyar vonatkozású, vízhez kötődő, könnyen azonosítható, kedvelt állat- vagy növényfaj képezze a koncepció alapját”. Az első pályázatot azonban sikertelennek ítélte a szervezőbizottság, így második körben zárt pályázaton 12 művészt kértek fel a kabalák megtervezésére. Végül kilenc pályázat közül választották ki a győztest, Tatai Tibor grafikai munkáit 2016. november 28-án. Ezek a figurák két vízililiomot (fehér tündérrózsát) ábrázolnak: ezt a növényfajt világszerte ismerik, és Magyarországon is őshonos. A két kabalafigura neve Water Lilly és Water Willy lett. Utóbbi név miatt néhány órán belül rengeteg kritikát kapott a szervezőbizottság, miután többen arra hivatkoztak, hogy a „Willy” név az angol szlengben gyakran „fütyit” jelent, illetve a Google internetes kereső segítségével a Water Willy névre keresve egy szexuális segédeszközre találhattak rá az érdeklődők. Végül december 2-án a Bp2017 Nonprofit Kft bejelentette, hogy a kabalafigurák neveit Water Lilire és Water Lalira változtatta.

## Képek

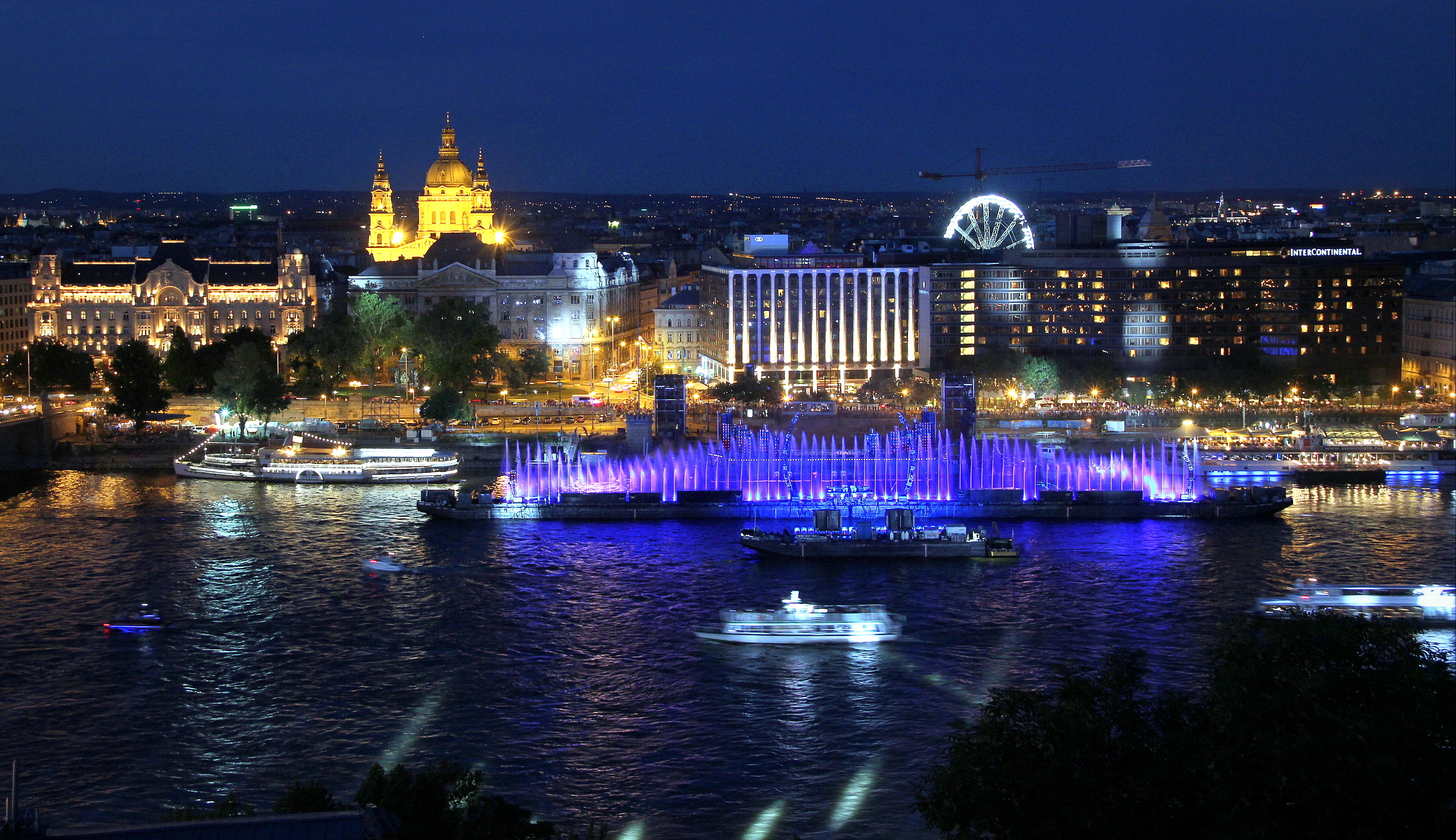
A megnyitó ünnepség előkészületei
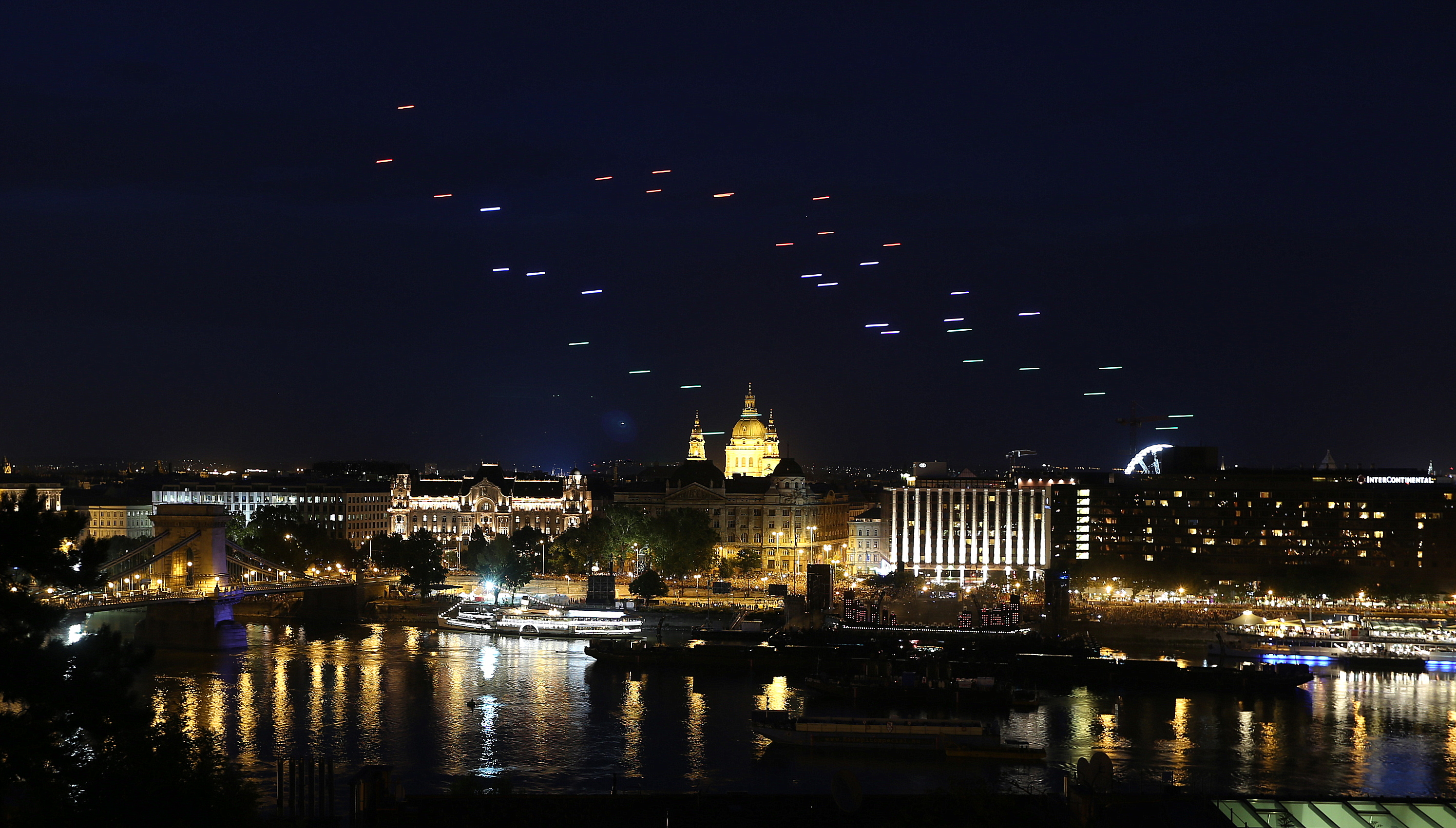
Alakzatban repülő drónok attrakciója a Duna fölött
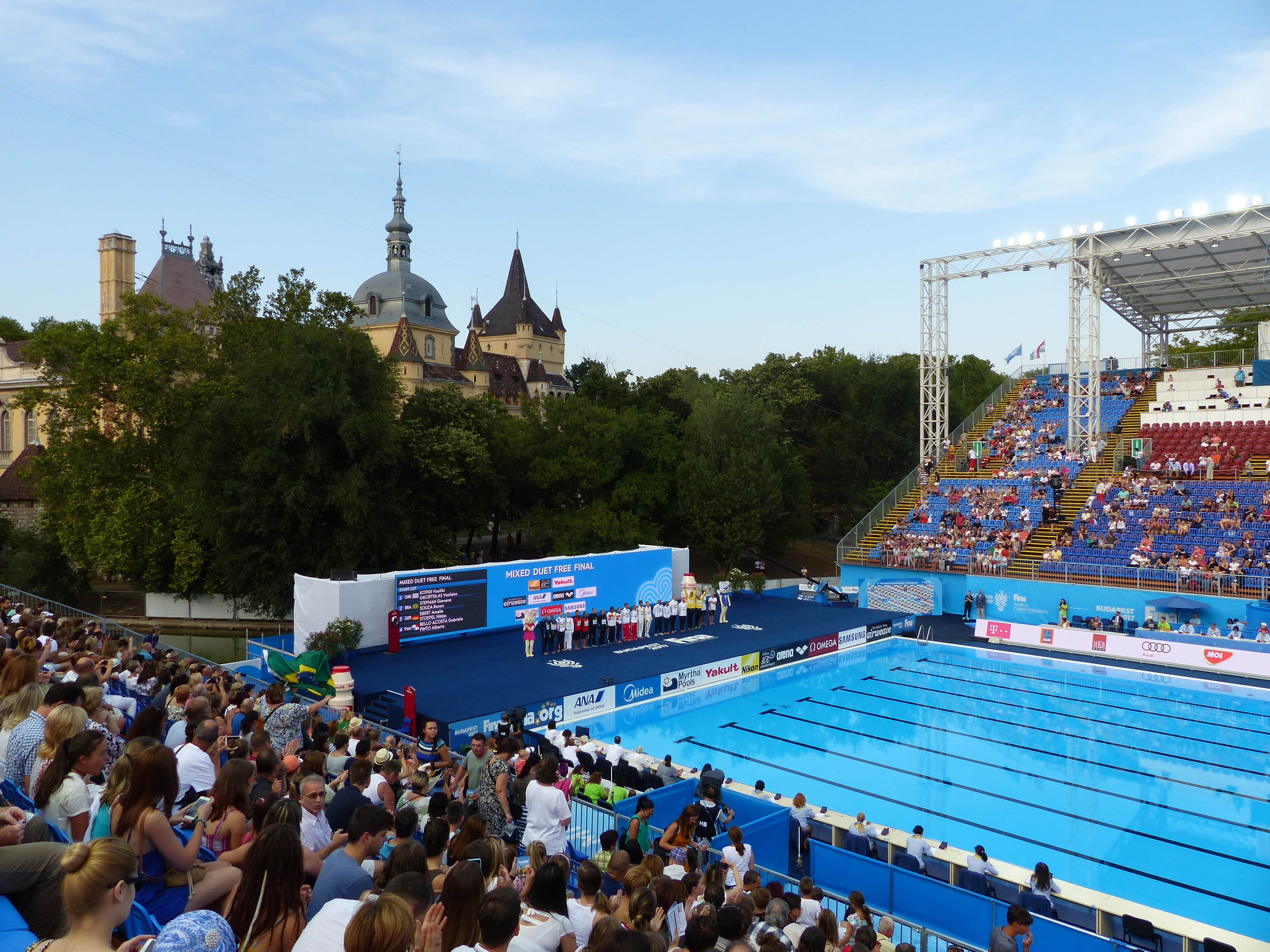
A szinkronúszás helyszíne, Városligeti Műjégpálya
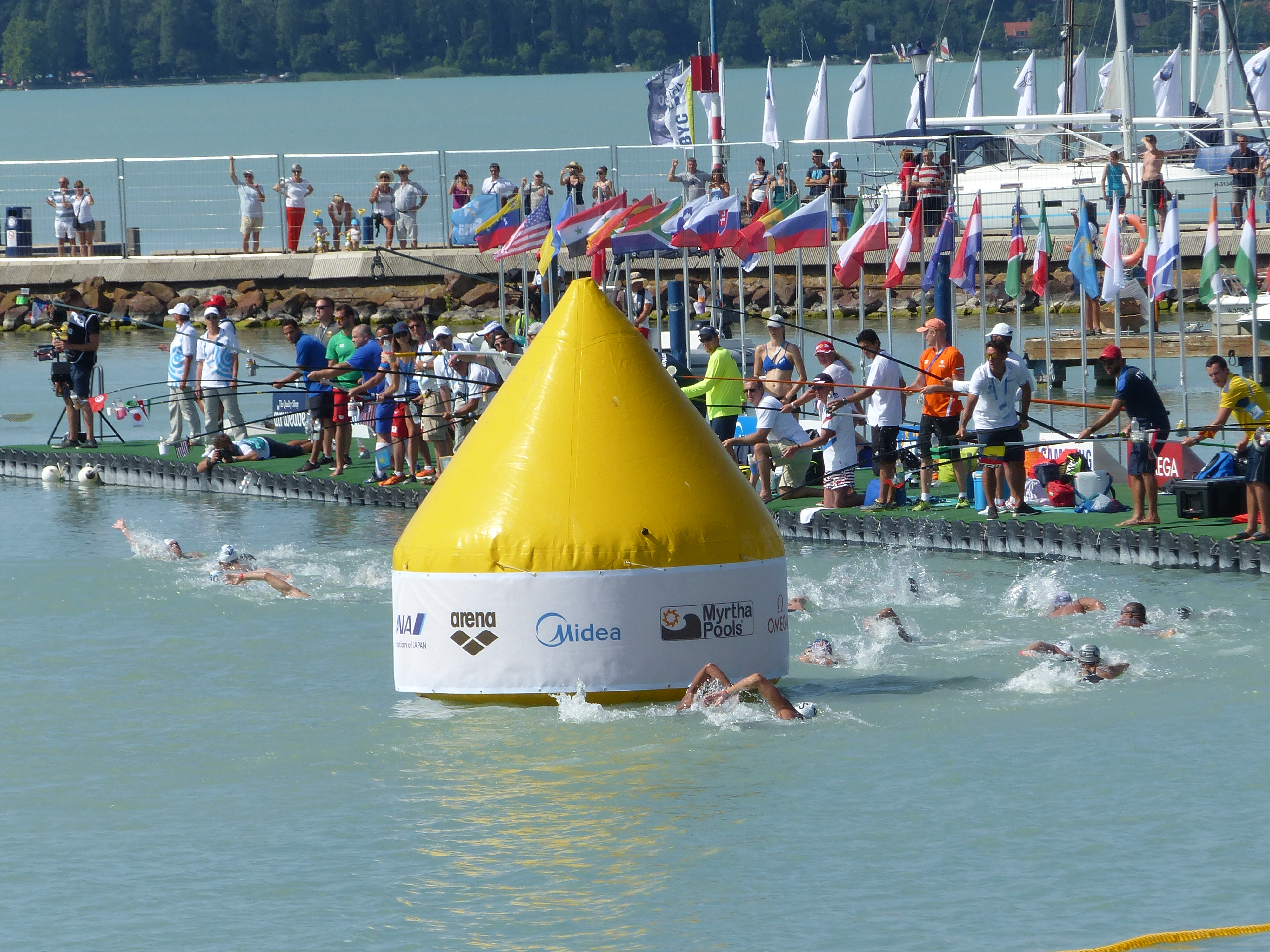
Balatonfüred, nyílt vízi úszás, a bolyban versenyzők csoportja a lehorgonyzott bóját kerüli
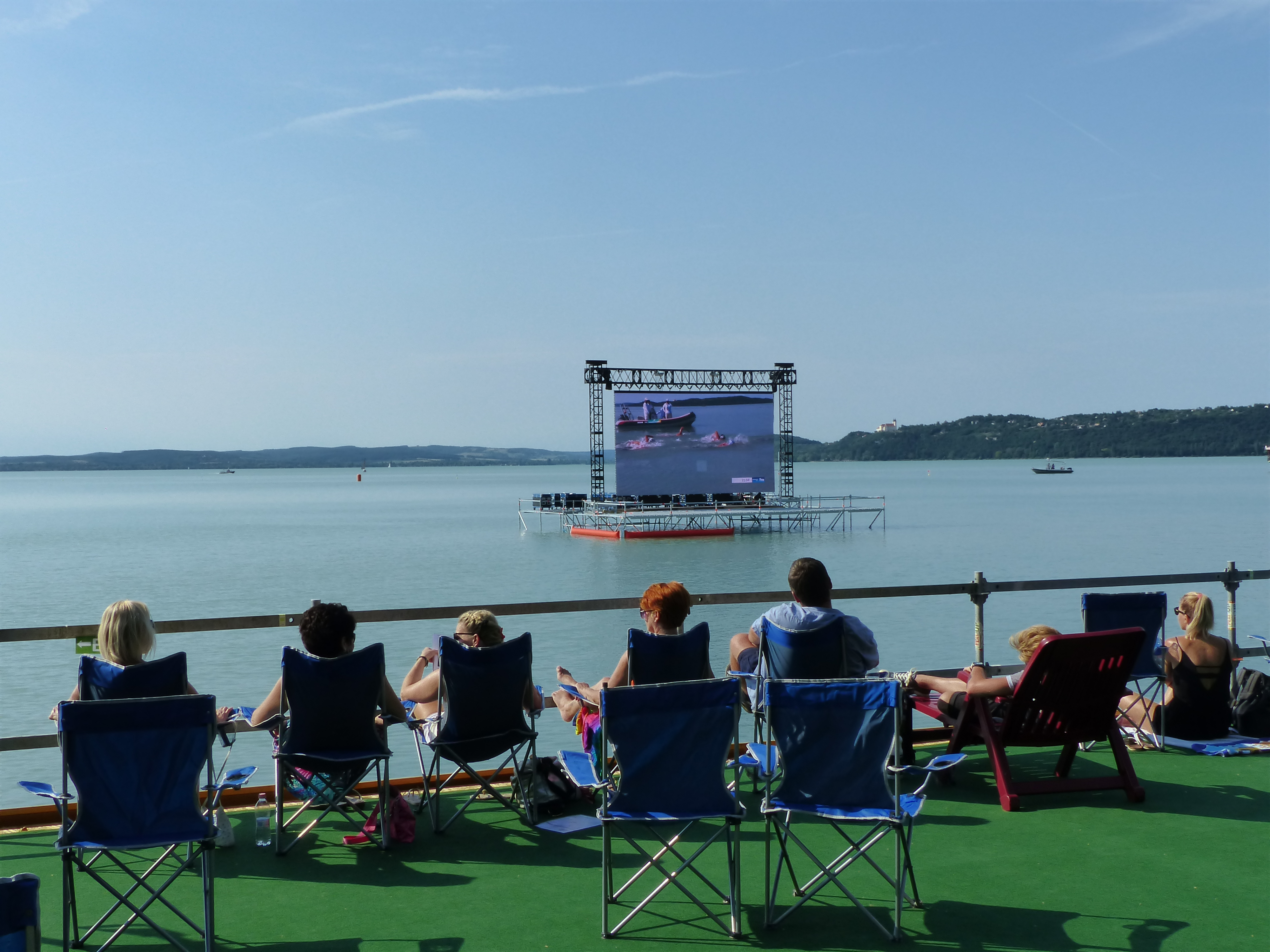
Balatonfüred, nézők a nyílt vízi úszás tribünjén
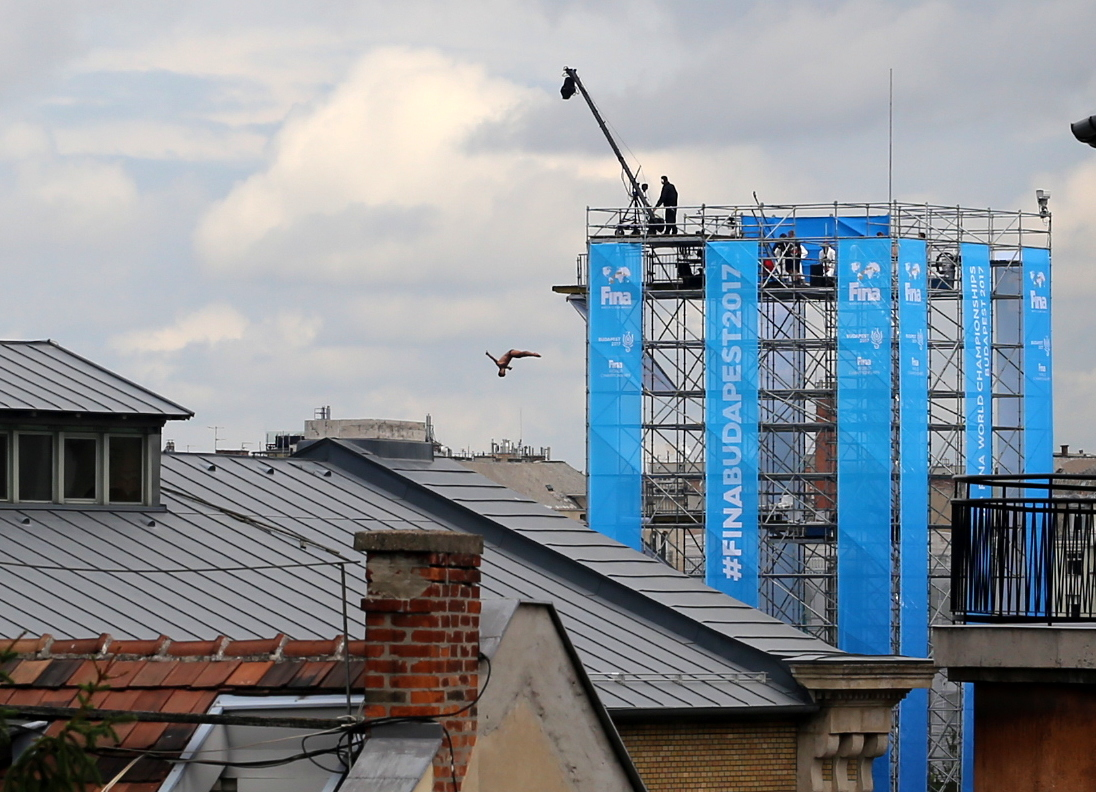
Toronyugrás a Batthyány téren

## Megnyitóünnepség
2017. július 14-én tartották a világbajnokság megnyitóünnepségét, melynek helyszíne a Széchenyi lánchíd pesti hídfőjénél volt. A ceremónia Eötvös Péter Kossuth-díjas zeneszerző művével kezdődött, melyhez erre az alkalomra Varró Dániel költő írt új szöveget. A fellépők nagy része a Duna pesti oldalán felállított színpadon lépett fel. A zenés műsor bemutatta Magyarország történelmének jelentősebb állomásait, így megelevenedett többek közt a honfoglalás kora és Mátyás király alakja és uralkodása is. Felhangzott Kodály Zoltán és Liszt Ferenc több műve is, így például a Háry János. Hajós Alfréd alakja is megelevenedett, Magyarország első olimpiai bajnokát többen méltatták beszédükben. Több neves sportoló és olimpiai bajnok, valamint Orbán Viktor miniszterelnök is tiszteletét tette az eseményen, valamint beszédet mondott Áder János köztársasági elnök, Julio C. Maglione, a Nemzetközi Úszószövetség elnöke és Tarlós István főpolgármester is. Ezt követően ünnepélyesen bevonultak a részt vevő országok zászlóvivői, magyar részről Varga Dénes olimpiai bajnok vízilabdázó részvételével, majd a sportolók letették esküjüket. Az esemény egyik csúcspillanata az volt, amikor Egerszegi Krisztina, ötszörös olimpiai bajnok úszó az olimpiai láng meggyújtásának mintájára, nem titkoltan hagyományteremtő céllal, útjára indított egy vizes szimbólumot, amely a Fontana nevet kapta. Az ünnepség zárásaként Radics Gigi és Takács Nikolas, majd a Grammy-díjas Cee Lo Green lépett színpadra.
Másnap, július 15-én 9 órakor a világbajnokság másik helyszínén, Balatonfüreden rendeztek egy kisebb megnyitót a mólón az első, 10 órakor kezdődő nyílt vízi úszóverseny előtt. Julio C. Maglione FINA-elnök, majd Bóka István balatonfüredi polgármester mondott beszédet, ezt követően pedig 154 modell mutatta be az érdeklődőknek a Katti Zoób Divatház ruhakollekcióját, amelynek darabjait a 2017-ben 192 éves balatonfüredi Anna-bál divattörténete ihlette (ezt a kollekciót lehetett látni az előző napi budapesti megnyitón is).

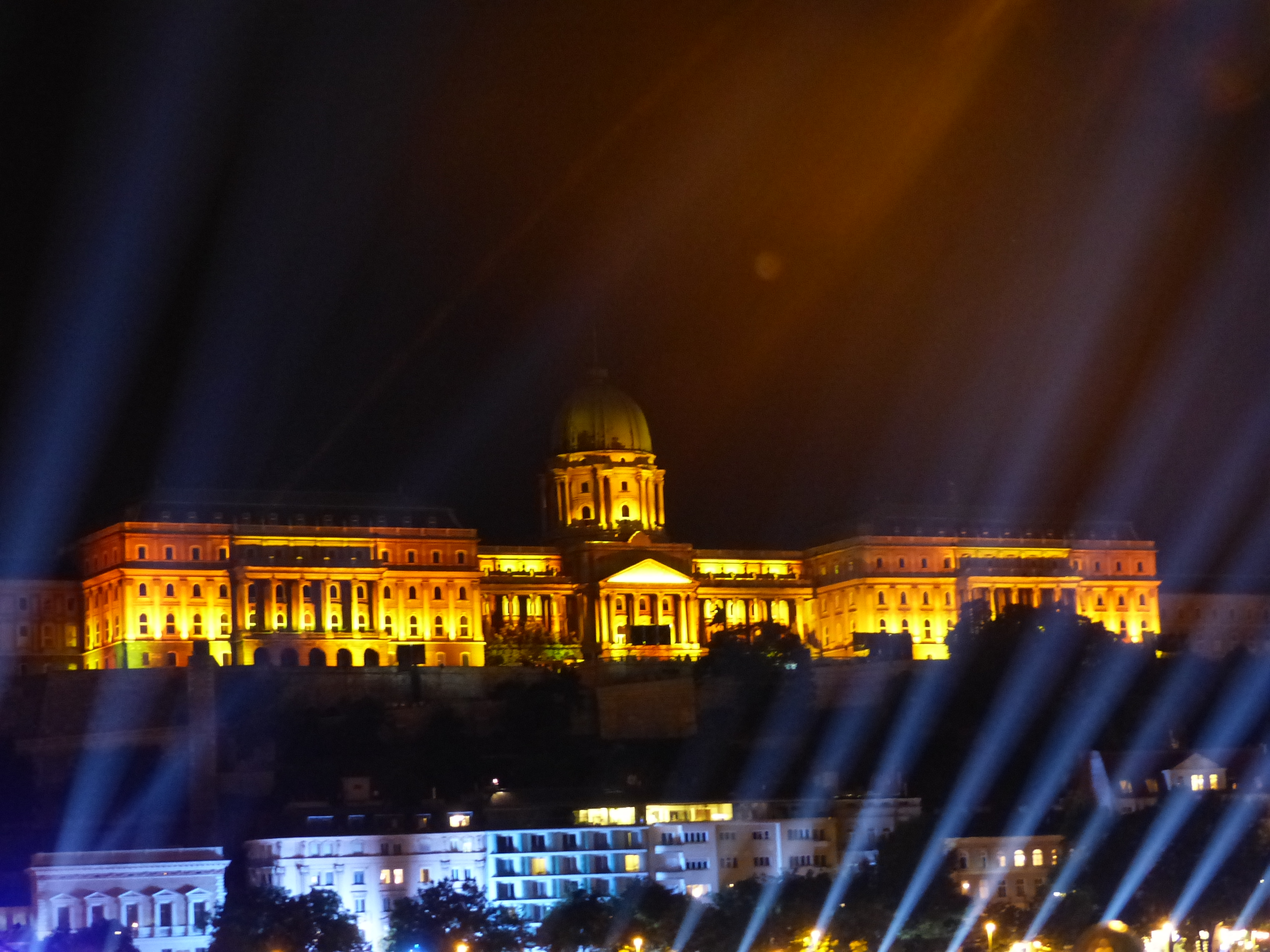
A vár a megnyitóünnepség alatt
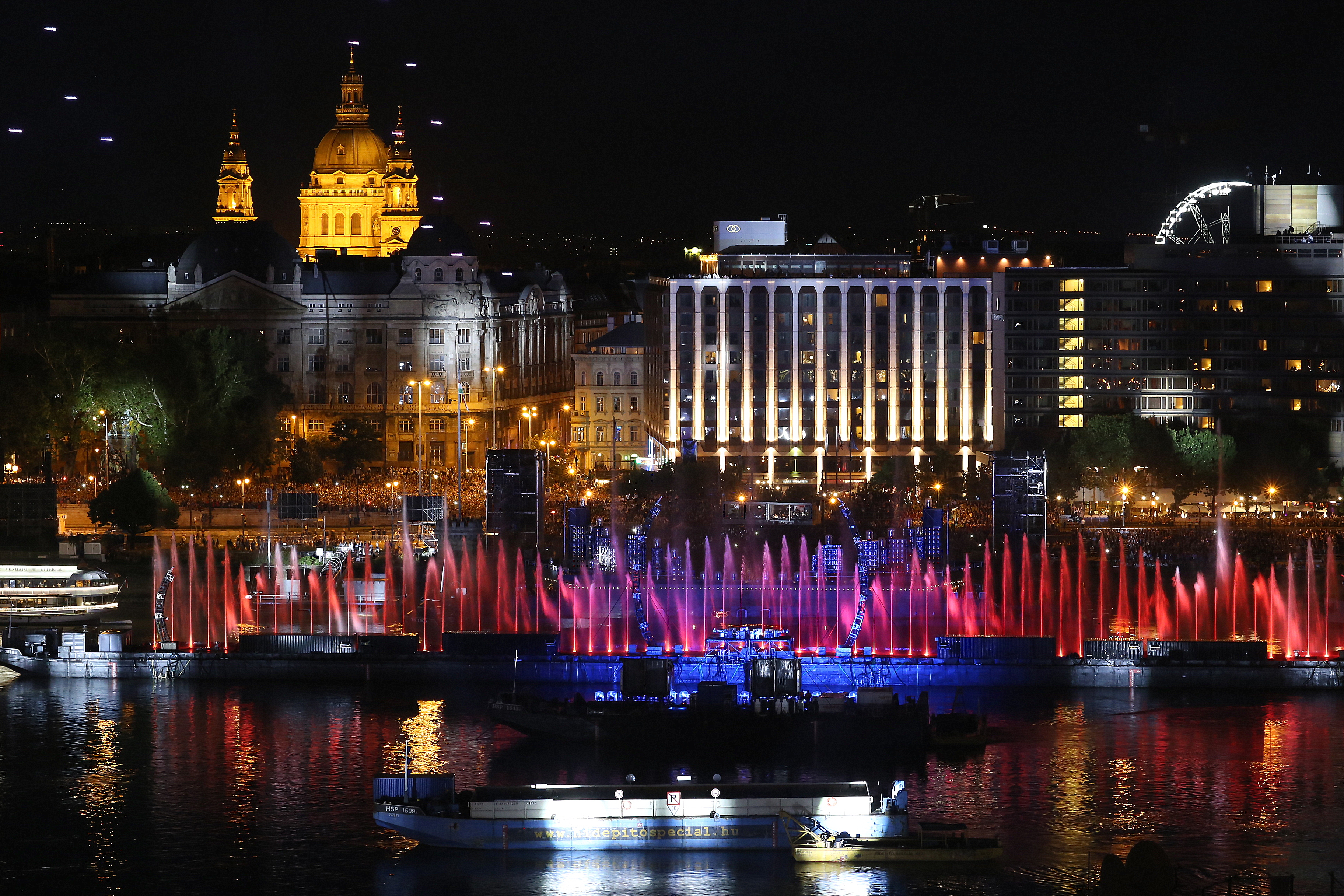
Megnyitó ünnepség
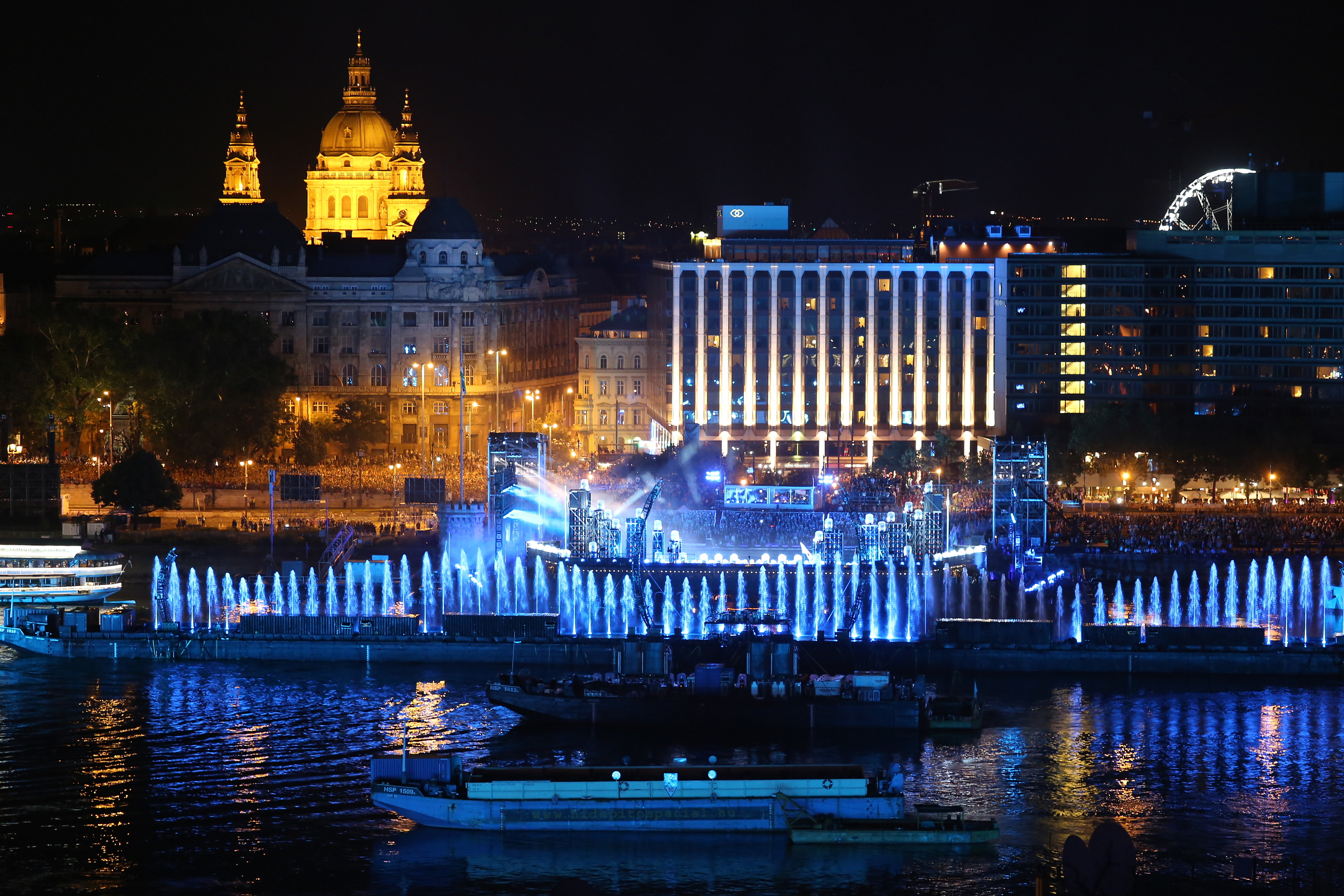
Megnyitó ünnepség
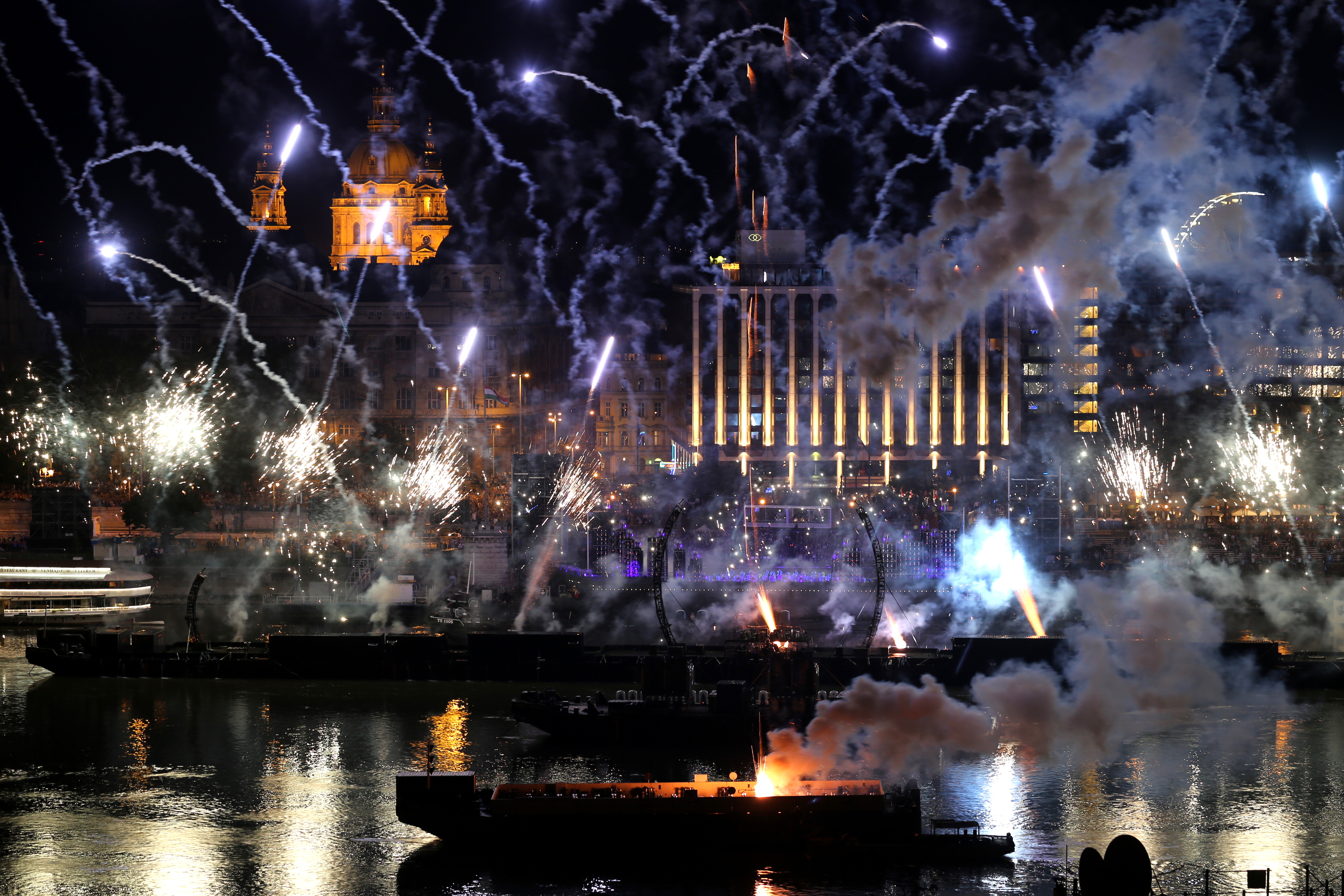
Megnyitó ünnepség, tüzijáték
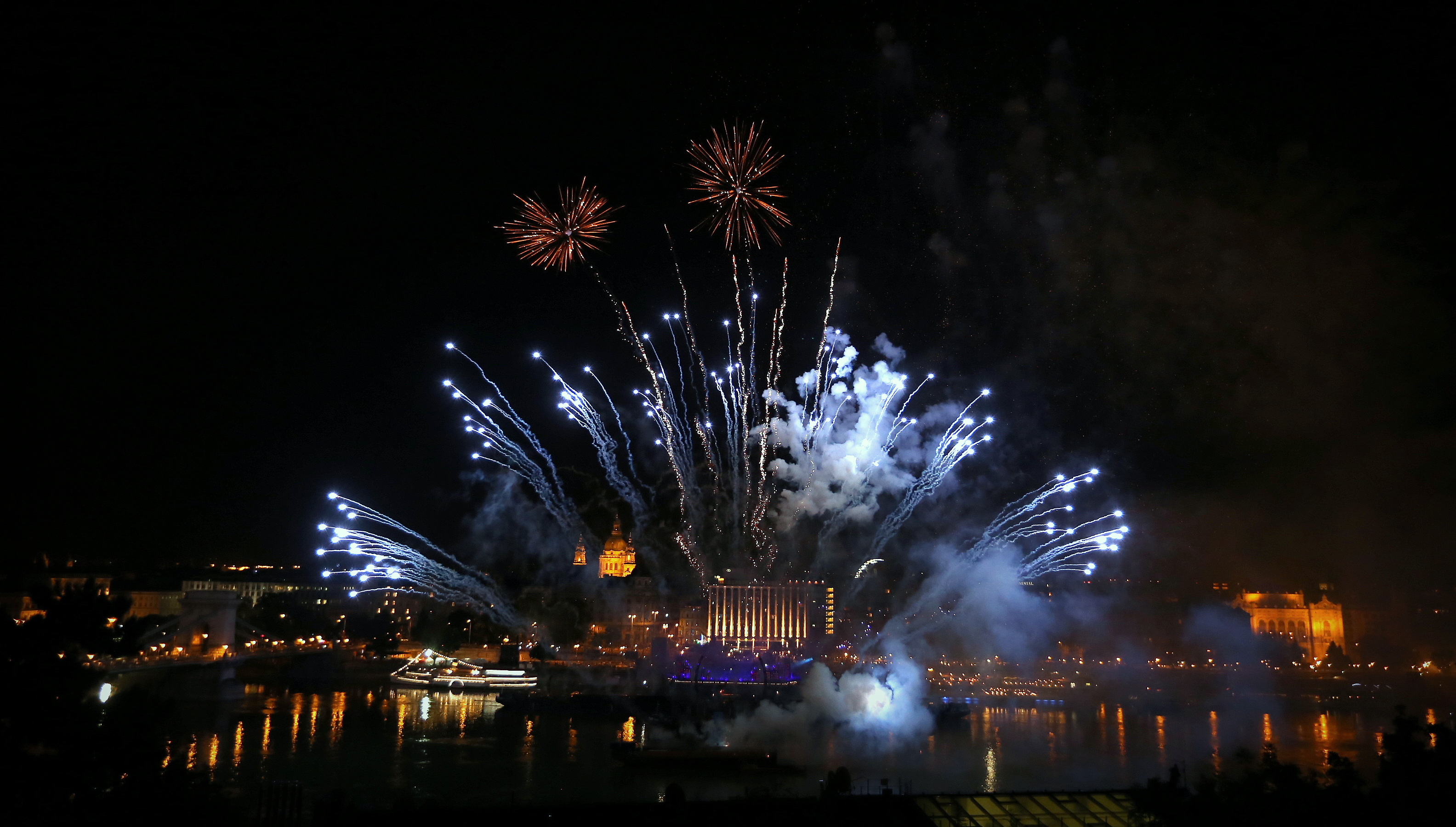
Megnyitó ünnepség, tüzijáték

## A FINA elismerései
Július 24-én a Nemzetközi Úszószövetség elnöke, Julio Maglione a vizes sportok világszervezetének legrangosabb kitüntetését adta át Orbán Viktor miniszterelnöknek. A kitüntetést a szövetség olyan személyeknek adományozza, akik a szövetség céljait, ideáljait a sport és az erkölcsök szellemében képviselik. A sportvezető szerint „minden idők legjobb világbajnoksága zajlik Budapesten.”
A FINA elnöke a vb befejezése előtt, július 27-én „minden idők legjobb világbajnokságának minősítette a Budapesten és Balatonfüreden zajló eseményt”. A szervezet képviselői szerint „Magyarország új szintre emelte a FINA-világbajnokság rendezési sztenderdjét.” A Pesti Vigadóban tartott fogadás alkalmával Seszták Miklós Magyarország nemzeti fejlesztési minisztere, a vb szervezőbizottságának elnöke a FINA második legnagyobb elismerését, Gyárfás Tamás, a Magyar Úszó Szövetség korábbi elnöke, a FINA döntéshozó testületének tagja pedig arany plakettet vehetett át.
A július 30-i záró sajtótájékoztatón Julio Maglione elmondta, hogy az egész „FINA-család” feledhetetlen élményekkel gazdagodott. Maximálisan elégedettek mindennel, a vizes sportok fejlődéséhez nagy mértékben hozzájárult ez a világbajnokság.
A rendezvény grafikai arculatát és az információs dizájn kialakítását a legnagyobb nemzetközi kreatív közösségi oldal a Behance kiemelt elismerésben részesítette. A vizuális arculatot a Graphasel Design Studio készítette.

## Záróünnepség

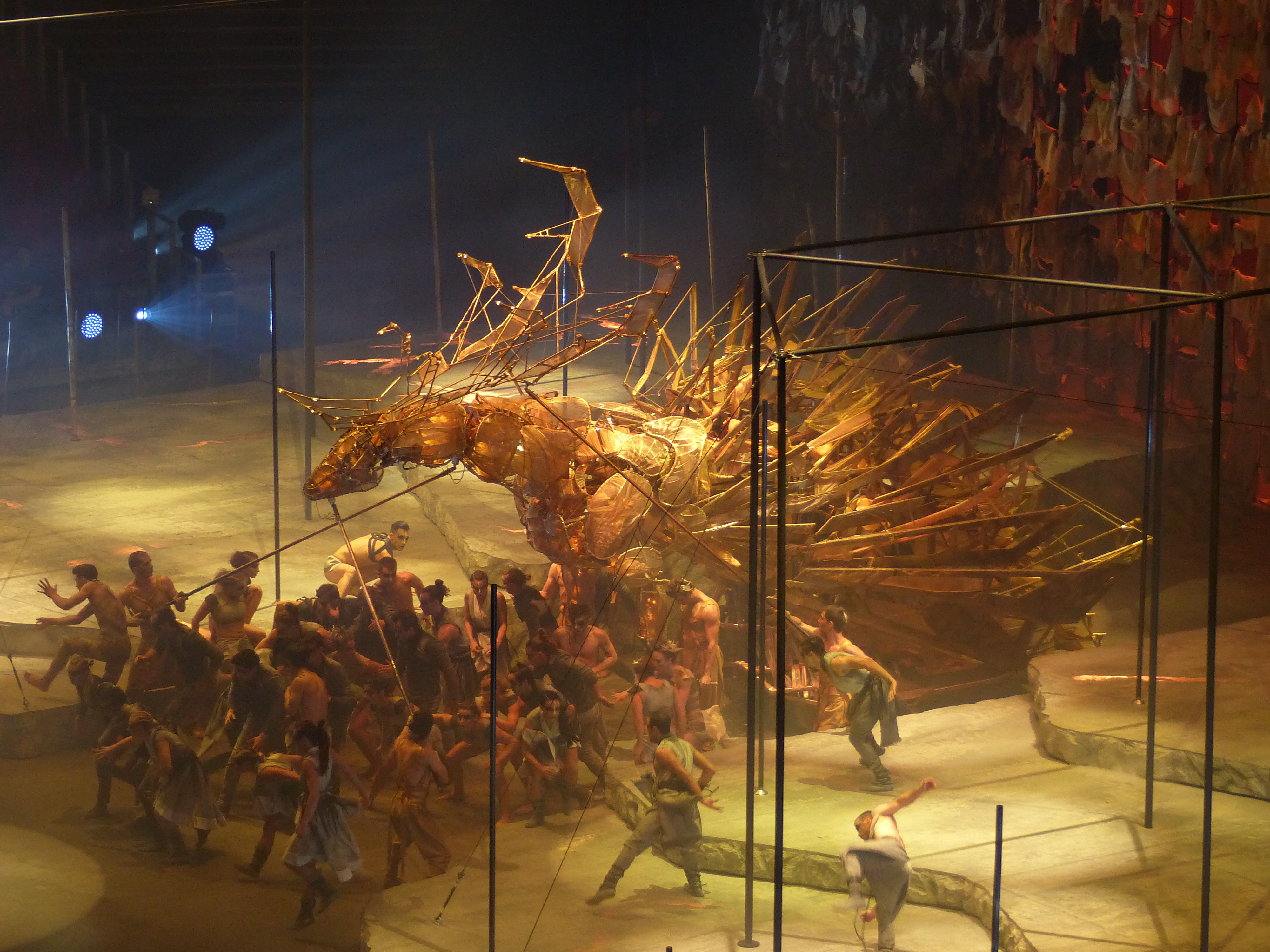
Csodaszarvas

A záróünnepség helyszíne a Papp László Budapest Sportaréna volt 2017. július 30-án. A rendezvény nyitányaként Magyarország himnusza csendült fel, majd a világbajnokság 17 napjának legemlékezetesebb pillanataiból láthattak zenés összefoglalót a jelen lévők. Navratil Andrea népdalénekes előadása következett a „Mikor mentem hazafelé” címet viselő nyitány alatt, a Csodaszarvas produkcióban pedig mintegy kétszáz művész lépett fel. A megnyitóünnepséghez hasonlóan ezúttal is a víz került az előadás középpontjába, megelevenedett a kiszáradt föld felett a vizet váró fecskék tánca, amit a Madách Színház növendékei elevenítettek meg. Az „Istenek erdeje” címet kapta a harmadik felvonás, amiben a hazát kereső őseink története elevenedett meg. Ebben a jelenetben 14 artista segédkezett, fellépésük közben megjelent a föld és a tűz szimbóluma is. Kasza Emese díszlettervező jóvoltából a magyar és a koreai kultúra is keveredett a színpadon, ahol a Csodaszarvast egy hat méter magas és hét méter hosszú báb formálta meg. Az „Az élet forrása” elnevezésű felvonásban akrobatákat, rúdtáncosokat, valamint kortárs táncosokat láthattak az ünnepségen részt vevők, valamint megjelenítették a tóban levő vízcseppeket és az élet vizét is a fellépők. Vági Bence és Illés Renátó ötletére és koreográfiájára egyszerre húsz légtornász emelkedett a magasba, majd záró részként a Csodaszarvas legendájának lezárásával egy időben már a következő rendező országot, Dél-Koreát köszöntötte a produkció, amely a „Korea kapuja” nevet kapta.
Az ünnepség művészeti része után záróbeszédek következtek. Seszták Miklós, a világbajnokság szervezőbizottságának elnöke, Julio Maglione, a Nemzetközi Úszószövetség elnöke, valamint Kvangdzsu polgármestere, Jun Dzsanghjon mondtak beszédet, amiben mindannyian köszönetüket fejezték ki a szervezők, önkéntesek munkájáért, a magyar szurkolók lelkesedéséért, valamint a sportolók teljesítményéért. Julio Maglione beszédében sokadszorra is kijelentette, hogy minden idők legszínvonalasabb világbajnokságát rendezte meg Budapest. A ceremónia utolsó aktusaként Seszták Miklós a hagyományok szerint átadta a FINA zászlaját a következő házigazdát képviselő Jun Dzsanghjonnak, majd elapadt a Duna Aréna mellett a versenysorozat megnyitóján Egerszegi Krisztina által elindított és a világbajnokság 17 napja alatt folyamatosan működő, az esemény szimbólumának számító vízköpő is.

## Menetrend
| ● | Nyitóünnepség | ● | Versenyszámok | ● | Döntők | ● | Záróünnepség | F | Férfi mérkőzések | N | Női mérkőzések |

| Július            | 14. | 15. | 16. | 17. | 18. | 19. | 20. | 21. | 22. | 23. | 24. | 25. | 26. | 27. | 28. | 29. | 30. |
| ----------------- | --- | --- | --- | --- | --- | --- | --- | --- | --- | --- | --- | --- | --- | --- | --- | --- | --- |
| Ünnepségek        | ●   |     |     |     |     |     |     |     |     |     |     |     |     |     |     |     | ●   |
| Úszás             |     |     |     |     |     |     |     |     |     | ●   | ●   | ●   | ●   | ●   | ●   | ●   | ●   |
| Nyílt vízi úszás  |     | ●   | ●   |     | ●   | ●   | ●   | ●   |     |     |     |     |     |     |     |     |     |
| Szinkronúszás     | ●   | ●   | ●   | ●   | ●   | ●   | ●   | ●   | ●   |     |     |     |     |     |     |     |     |
| Műugrás           | ●   | ●   | ●   | ●   | ●   | ●   | ●   | ●   | ●   |     |     |     |     |     |     |     |     |
| Szupertoronyugrás |     |     |     |     |     |     |     |     |     |     |     |     |     |     | ●   | ●   | ●   |
| Vízilabda         |     |     | N   | F   | N   | F   | N   | F   | N   | F   | N   | F   | N   | F   | N   | F   |     |

## Magyar szereplés
| Érem      | Versenyző | Versenyszám           | Dátum      |
| --------- | --- | --------------------- | ---------- |
| Aranyérem | Hosszú Katinka | női 200 m vegyes      | július 24. |
| Aranyérem | Hosszú Katinka | női 400 m vegyes      | július 30. |
| Ezüstérem | Cseh László | férfi 200 m pillangó  | július 26. |
| Ezüstérem | Hosszú Katinka | női 200 m hát         | július 29. |
| Ezüstérem | Milák Kristóf | férfi 100 m pillangó  | július 29. |
| Ezüstérem | Férfi vízilabda-válogatott Decker Ádám Decker Attila Erdélyi Balázs Gór-Nagy Miklós Hárai Balázs Hosnyánszky Norbert Manhercz Krisztián Mezei Tamás Nagy Viktor Török Béla Vámos Márton Varga Dénes Zalánki Gergő | férfi vízilabda       | július 29. |
| Ezüstérem | Verrasztó Dávid | férfi 400 m vegyes    | július 30. |
| Bronzérem | Kozma Dominik Németh Nándor Holoda Péter Bohus Richárd | férfi 4 × 100 m gyors | július 23. |
| Bronzérem | Hosszú Katinka | női 200 m pillangó    | július 27. |

## Éremtáblázat
Jelmagyarázat:
| Magyarország (rendező ország) |

| Helyezés | Ország                  | Arany | Ezüst | Bronz | Összesen |
| 1.       | Egyesült Államok        | 21    | 12    | 13    | 46       |
| 2.       | Kína                    | 12    | 12    | 6     | 30       |
| 3.       | Oroszország             | 11    | 6     | 8     | 25       |
| 4.       | Franciaország           | 6     | 1     | 2     | 9        |
| 5.       | Nagy-Britannia          | 5     | 3     | 3     | 11       |
| 6.       | Olaszország             | 4     | 3     | 9     | 16       |
| 7.       | Ausztrália              | 3     | 5     | 4     | 12       |
| 8.       | Svédország              | 3     | 1     | 0     | 4        |
| 9.       | Magyarország            | 2     | 5     | 2     | 9        |
| 10.      | Brazília                | 2     | 4     | 2     | 8        |
| 11.      | Spanyolország           | 1     | 5     | 0     | 6        |
| 12.      | Hollandia               | 1     | 4     | 1     | 6        |
| 13.      | Kanada                  | 1     | 1     | 5     | 7        |
| 14.      | Dél-afrikai Köztársaság | 1     | 0     | 1     | 2        |
| 14.      | Malajzia                | 1     | 0     | 1     | 2        |
| 16.      | Horvátország            | 1     | 0     | 0     | 1        |
|          |                         |       |       |       |          |
| 17.      | Japán                   | 0     | 4     | 5     | 9        |
| 18.      | Ukrajna                 | 0     | 2     | 7     | 9        |
| 19.      | Németország             | 0     | 2     | 1     | 3        |
| 20.      | Mexikó                  | 0     | 2     | 0     | 2        |
| 21.      | Észak-Korea             | 0     | 1     | 1     | 2        |
| 22.      | Csehország              | 0     | 1     | 0     | 1        |
| 22.      | Ecuador                 | 0     | 1     | 0     | 1        |
| 22.      | Lengyelország           | 0     | 1     | 0     | 1        |
|          |                         |       |       |       |          |
| 25.      | Fehéroroszország        | 0     | 0     | 2     | 2        |
| 26.      | Dánia                   | 0     | 0     | 1     | 1        |
| 26.      | Egyiptom                | 0     | 0     | 1     | 1        |
| 26.      | Szerbia                 | 0     | 0     | 1     | 1        |
| 26.      | Szingapúr               | 0     | 0     | 1     | 1        |
| Összesen | Összesen                | 75    | 76    | 77    | 228      |

## Eredmények

### Úszás
- WR – világrekord
- CR – világbajnoki rekord
- WJ – ifjúsági világrekord
- AF – Afrika-rekord
- AM – Amerika-rekord
- AS – Ázsia-rekord
- ER – Európa-rekord
- OC – Óceánia-rekord
- NR – országos rekord

A csillaggal jelölt úszók az előfutamban vettek részt, de érmet kaptak.

#### Férfiak
| Versenyszám            | Arany | Arany          | Ezüst | Ezüst        | Bronz | Bronz      |
| ---------------------- | --- | -------------- | --- | ------------ | --- | ---------- |
| 50 m gyorsúszás        | Caeleb Dressel · Egyesült Államok | 21,15 NR       | Bruno Fratus · Brazília | 21,27        | Ben Proud · Nagy-Britannia | 21,43      |
| 100 m gyorsúszás       | Caeleb Dressel · Egyesült Államok | 47,17 NR       | Nathan Adrian · Egyesült Államok                                                                                                   | 47,87        | Mehdy Metella · Franciaország | 47,89      |
| 200 m gyorsúszás       | Szun Jang (Sun Yang) · Kína | 1:44,39 AS     | Townley Haas · Egyesült Államok | 1:45,04      | Alekszandr Krasznih · Oroszország | 1:45,23    |
| 400 m gyorsúszás       | Szun Jang (Sun Yang) · Kína | 3:41,38        | Mack Horton · Ausztrália | 3:43,85      | Gabriele Detti · Olaszország | 3:43,93    |
| 800 m gyorsúszás       | Gabriele Detti · Olaszország | 7:40,77 ER     | Wojciech Wojdak · Lengyelország | 7:41,73 NR   | Gregorio Paltrinieri · Olaszország | 7:42,44    |
| 1500 m gyorsúszás      | Gregorio Paltrinieri · Olaszország | 14:35,85       | Mihajlo Romancsuk · Ukrajna | 14:37,14     | Mack Horton · Ausztrália | 14:47,70   |
| 50 m hátúszás          | Camille Lacourt · Franciaország | 24,35          | Koga Dzsunja · Japán | 24,51        | Matt Grevers · Egyesült Államok | 24,56      |
| 100 m hátúszás         | Hszü Csia-jü (Xu Jia-yu) · Kína | 52,44          | Matt Grevers · Egyesült Államok | 52,48        | Ryan Murphy · Egyesült Államok | 52,59      |
| 200 m hátúszás         | Jevgenyij Rilov · Oroszország | 1:53,61 ER     | Ryan Murphy · Egyesült Államok | 1:54,21      | Jacob Pebley · Egyesült Államok | 1:55,06    |
| 50 m mellúszás         | Adam Peaty · Nagy-Britannia | 25,99          | João Gomes Júnior · Brazília | 26,52 AM     | Cameron van der Burgh · Dél-afrikai Köztársaság | 26,60      |
| 100 m mellúszás        | Adam Peaty · Nagy-Britannia | 57,47 CR       | Kevin Cordes · Egyesült Államok | 58,79        | Kirill Prigoda · Oroszország | 59,05 NR   |
| 200 m mellúszás        | Anton Csupkov · Oroszország | 2:06,96 CR, ER | Koszeki Jaszuhiro · Japán | 2:07,29      | Vatanabe Ippei · Japán | 2:07,47    |
| 50 m pillangóúszás     | Benjamin Proud · Nagy-Britannia | 22,75 NR       | Nicholas Santos · Brazília | 22,79        | Andrij Hovorov · Ukrajna | 22,84      |
| 100 m pillangóúszás    | Caeleb Dressel · Egyesült Államok | 49,86          | Milák Kristóf · Magyarország | 50,62 WJ, NR | Joseph Schooling · Szingapúr · James Guy · Nagy-Britannia | 50,83      |
| 200 m pillangóúszás    | Chad le Clos · Dél-afrikai Köztársaság | 1:53,33        | Cseh László · Magyarország | 1:53,72      | Szeto Daija · Japán | 1:54,21    |
| 200 m vegyesúszás      | Chase Kalisz · Egyesült Államok | 1:55,56        | Hagino Kószuke · Japán | 1:56,01      | Vang Sun (Wang Shun) · Kína | 1:56,28    |
| 400 m vegyesúszás      | Chase Kalisz · Egyesült Államok | 4:05,90 CR     | Verrasztó Dávid · Magyarország | 4:08,38      | Szeto Daija · Japán | 4:09,14    |
| 4 × 100 m gyorsváltó   | Egyesült Államok · Caeleb Dressel (47,26) NR · Townley Haas (47,46) · Blake Pieroni (48,09) · Nathan Adrian (47,25) · Zach Apple* · Michael Chadwick*                         | 3:10,06        | Brazília · Gabriel Santos (48,30) · Marcelo Chierighini (46,85) · César Cielo Filho (48,01) · Bruno Fratus (47,18)                 | 3:10,34 NR   | Magyarország · Kozma Dominik (48,26) NR · Németh Nándor (48,04) · Holoda Péter (48,48) · Bohus Richárd (47,21)                                                                                       | 3:11,99 NR |
| 4 × 200 m gyorsváltó   | Nagy-Britannia · Stephen Milne (1:47,25) · Nicholas Grainger (1:46,05) · Duncan Scott (1:44,60) · James Guy (1:43,80) · Calum Jarvis*                                         | 7:01,70 NR     | Oroszország · Mihail Dovgaljuk (1:46,00) · Mihail Vekoviscsev (1:45,91) · Danyila Izotov (1:45,97) · Alekszandr Krasznih (1:44,80) | 7:02,68      | Egyesült Államok · Blake Pieroni (1:46,00) · Townley Haas (1:45,91) · Jack Conger (1:45,37) · Zane Grothe (1:46,90) · Conor Dwyer* · Clark Smith* · Jay Litherland*                                  | 7:03,18    |
| 4 × 100 m vegyes váltó | Egyesült Államok · Matt Grevers (52,26) · Kevin Cordes (58,89) · Caeleb Dressel (49,76) · Nathan Adrian (47,00) · Ryan Murphy* · Cody Miller* · Tim Phillips* · Townley Haas* | 3:27,91        | Nagy-Britannia · Chris Walker-Hebborn (54,20) · Adam Peaty (56,91) · James Guy (50,80) · Duncan Scott (47,04) · Ross Murdoch*      | 3:28,95      | Oroszország · Jevgenyij Rilov (52,89) · Kirill Prigoda (59,02) · Alekszandr Popkov (51,16) · Vlagyimir Morozov (46,69) · Grigorij Taraszevics* · Anton Csupkov* · Danyiil Pahomov* · Danyila Izotov* | 3:29,76    |

#### Nők
| Versenyszám            | Arany | Arany      | Ezüst | Ezüst       | Bronz | Bronz        |
| ---------------------- | --- | ---------- | --- | ----------- | --- | ------------ |
| 50 m gyorsúszás        | Sarah Sjöström · Svédország | 23,69      | Ranomi Kromowidjojo · Hollandia | 23,85       | Simone Manuel · Egyesült Államok | 23,97        |
| 100 m gyorsúszás       | Simone Manuel · Egyesült Államok | 52,27      | Sarah Sjöström · Svédország | 52,31       | Pernille Blume · Dánia | 52,69        |
| 200 m gyorsúszás       | Federica Pellegrini · Olaszország | 1:54,73    | Emma McKeon · Ausztrália · Katie Ledecky · Egyesült Államok                                                                                            | 1:55,18     | nem adták ki | nem adták ki |
| 400 m gyorsúszás       | Katie Ledecky · Egyesült Államok | 3:58,34 CR | Leah Smith · Egyesült Államok | 4:01,54     | Li Ping-csie · Kína | 4:03,25      |
| 800 m gyorsúszás       | Katie Ledecky · Egyesült Államok | 8:12,68    | Li Ping-csie · Kína | 8:15,46 NR  | Leah Smith · Egyesült Államok | 8:17,22      |
| 1500 m gyorsúszás      | Katie Ledecky · Egyesült Államok | 15:31,82   | Mireia Belmonte · Spanyolország | 15:50,89 NR | Simona Quadarella · Olaszország | 15:53,86     |
| 50 m hátúszás          | Etiene Medeiros · Brazília | 27,14 AM   | Fu Jüan-huj · Kína | 27,15       | Aljakszandra Heraszimenya · Fehéroroszország | 27,23 ER     |
| 100 m hátúszás         | Kylie Masse · Kanada | 58,10 WR   | Kathleen Baker · Egyesült Államok | 58,58       | Emily Seebohm · Ausztrália | 58,59        |
| 200 m hátúszás         | Emily Seebohm · Ausztrália | 2:05,68 OC | Hosszú Katinka · Magyarország | 2:05,85 NR  | Kathleen Baker · Egyesült Államok | 2:06,48      |
| 50 m mellúszás         | Lilly King · Egyesült Államok | 29,40 WR   | Julija Jefimova · Oroszország | 29,57       | Katie Meili · Egyesült Államok | 29,99        |
| 100 m mellúszás        | Lilly King · Egyesült Államok | 1:04,13 WR | Catherine Meili · Egyesült Államok | 1:05,03     | Julija Jefimova · Oroszország | 1:05,05      |
| 200 m mellúszás        | Julija Jefimova · Oroszország | 2:19,64    | Bethany Galat · Egyesült Államok | 2:21,77     | Si Csing-lin · Kína | 2:21,93      |
| 50 m pillangóúszás     | Sarah Sjöström · Svédország | 24,60 CR   | Ranomi Kromowidjojo · Hollandia | 25,38       | Farida Osman · Egyiptom | 25,39 AF     |
| 100 m pillangóúszás    | Sarah Sjöström · Svédország | 55,53 CR   | Emma McKeon · Ausztrália | 56,18 OC    | Kelsi Worrell · Egyesült Államok | 56,37        |
| 200 m pillangóúszás    | Mireia Belmonte · Spanyolország | 2:05,26    | Franziska Hentke · Németország | 2:05,39     | Hosszú Katinka · Magyarország | 2:06,02      |
| 200 m vegyesúszás      | Hosszú Katinka · Magyarország | 2:07,00    | Óhasi Jui · Japán | 2:07,91 NR  | Madisyn Cox · Egyesült Államok | 2:09,71      |
| 400 m vegyesúszás      | Hosszú Katinka · Magyarország | 4:29,33 CR | Mireia Belmonte · Spanyolország | 4:32,17     | Sydney Pickrem · Kanada | 4:32,88      |
| 4 × 100 m gyorsváltó   | Egyesült Államok · Mallory Comerford (52,59) AM · Kelsi Worrell (53,16) · Katie Ledecky (53,83) · Simone Manuel (52,14) · Lia Neal* · Olivia Smoliga*                                  | 3:31,72 AM | Ausztrália · Shayna Jack (53,75) · Bronte Campbell (52,14) · Brittany Elmslie (53,83) · Emma McKeon (52,29) · Emily Seebohm* · Madison Wilson*         | 3:32,01     | Hollandia · Kim Busch (54,05) · Femke Heemskerk (52,84) · Maud van der Meer (53,77) · Ranomi Kromowidjojo (51,98)                                                                    | 3:32,64      |
| 4 × 200 m gyorsváltó   | Egyesült Államok · Leah Smith (1:55,97) · Mallory Comerford (1:55,97) · Melanie Margalis (1:56,48) · Katie Ledecky (1:54,02) · Cierra Runge* · Hali Flickinger* · Madisyn Cox*         | 7:43,39    | Kína · Aj Jen-han (1:56,62) · Liu Ceh-szüan (1:56,34) · Csang Jü-han (1:56,54) · Li Ping-csie (1:55,46) · Vang Csing-cso* · Sen To*                    | 7:44,96     | Ausztrália · Madison Wilson (1:57,33) · Emma McKeon (1:56,26) · Kotuku Ngawati (1:58,31) · Ariarne Titmus (1:56,61) · Shayna Jack* · Leah Neale*                                     | 7:48,51      |
| 4 × 100 m vegyes váltó | Egyesült Államok · Kathleen Baker (58,54) · Lilly King (1:04,48) · Kelsi Worrell (56,30) · Simone Manuel (52,23) · Olivia Smoliga* · Katie Meili* · Sarah Gibson* · Mallory Comerford* | 3:51,55 WR | Oroszország · Anasztaszija Feszikova (58,96) · Julija Jefimova (1:04,03) · Szvetlana Csimrova (56,99) · Veronyika Popova (53,40) · Natalja Ivanyejeva* | 3:53,38 ER  | Ausztrália · Emily Seebohm (58,53) · Taylor McKeown (1:06,29) · Emma McKeon (56,78) · Bronte Campbell (52,69) · Holly Barratt* · Jessica Hansen* · Brianna Throssell* · Shayna Jack* | 3:54,29      |

#### Vegyes
| Versenyszám            | Arany | Arany      | Ezüst | Ezüst      | Bronz | Bronz      |
| ---------------------- | --- | ---------- | --- | ---------- | --- | ---------- |
| 4 × 100 m gyorsváltó   | Egyesült Államok · Caeleb Dressel (47,22) · Nathan Adrian (47,49) · Mallory Comerford (52,71) · Simone Manuel (52,18) · Blake Pieroni* · Townley Haas* · Lia Neal* · Kelsi Worrell*  | 3:19,60 WR | Hollandia · Ben Schwietert (49,12) · Kyle Stolk (47,80) · Femke Heemskerk (52,33) · Ranomi Kromowidjojo (52,56) · Maud van der Meer*                                       | 3:21,81    | Kanada · Yuri Kisil (48,51) · Javier Acevedo (48,68) · Chantal Van Landeghem (53,25) · Penny Oleksiak (53,11) · Markus Thormeyer* · Sandrine Mainville* | 3:23,55    |
| 4 × 100 m vegyes váltó | Egyesült Államok · Matt Grevers (52,32) · Lilly King (1:04,15) · Caeleb Dressel (49,92) · Simone Manuel (52,17) · Ryan Murphy* · Kevin Cordes* · Kelsi Worrell* · Mallory Comerford* | 3:38,56 WR | Ausztrália · Mitch Larkin (53,11) · Daniel Cave (59,29) · Emma McKeon (56,51) · Bronte Campbell (52,30) · Kaylee McKeown* · Matthew Wilson* · Grant Irvine* · Shayna Jack* | 3:41,21 OC | Kanada · Kylie Masse (58,22) · Richard Funk (59,14) · Penny Oleksiak (56,18) · Yuri Kisil (47,71) · Javier Acevedo* · Rebecca Smith* · Chantal van Landeghem* · Kína · Hszü Csia-jü (Xu Jia-yu) (52,37) · Jen Ce-pej (58,98) · Csang Jü-fej (56,98) · Csu Meng-huj (52,92) · Li Kuangjüan* · Si Csing-lin* · Li Csu-hao* | 3:41,25 AS |

### Műugrás

#### Férfiak
| Versenyszám        | Arany                                            | Arany       | Ezüst                                               | Ezüst       | Bronz                                         | Bronz       |
| ------------------ | ------------------------------------------------ | ----------- | --------------------------------------------------- | ----------- | --------------------------------------------- | ----------- |
| 1 m műugrás        | Peng Jianfeng · Kína                             | 448,40 pont | Ho Csao · Kína                                      | 447,20 pont | Giovanni Tocci · Olaszország                  | 444,25 pont |
| 3 m műugrás        | Hszie Sze-ji · Kína                              | 547,10 pont | Patrick Hausding · Németország                      | 526,15 pont | Ilja Zaharov · Oroszország                    | 505,90 pont |
| 10 m toronyugrás   | Tom Daley · Nagy-Britannia                       | 590,95 pont | Csen Aj-szen (Chen Aisen) · Kína                    | 585,25 pont | Yang Jian · Kína                              | 565,15 pont |
| 3 m szinkronugrás  | Oroszország · Jevgenyij Kuznyecov · Ilja Zaharov | 450,30 pont | Kína · Cao Jüan (Cao Yuan) · Hszie Sze-ji           | 443,40 pont | Ukrajna · Oleh Kolodij · Illja Kvasa          | 429,99 pont |
| 10 m szinkronugrás | Kína · Csen Aj-szen (Chen Aisen) · Jang Hao      | 498,48 pont | Oroszország · Alekszandr Bondar · Viktor Minyibajev | 458,85 pont | Németország · Patrick Hausding · Sascha Klein | 440,82 pont |

#### Nők
| Versenyszám        | Arany                                                 | Arany       | Ezüst                                             | Ezüst       | Bronz                                                | Bronz       |
| ------------------ | ----------------------------------------------------- | ----------- | ------------------------------------------------- | ----------- | ---------------------------------------------------- | ----------- |
| 1 m műugrás        | Maddison Keeney · Ausztrália                          | 314,95 pont | Nagyezsda Bazsina · Oroszország                   | 304,70 pont | Elena Bertocchi · Olaszország                        | 296,40 pont |
| 3 m műugrás        | Si Ting-mao (Shi Tingmao) · Kína                      | 383,50 pont | Vang Han · Kína                                   | 359,40 pont | Jennifer Abel · Kanada                               | 351,55 pont |
| 10 m toronyugrás   | Jun Hoong Cheong · Malajzia                           | 397,50 pont | Sze Ja-csie (Si Yajie) · Kína                     | 396,00 pont | Zsen Csien (Ren Qian) · Kína                         | 391,95 pont |
| 3 m szinkronugrás  | Kína · Chang Yani · Si Ting-mao (Shi Tingmao)         | 333,30 pont | Kanada · Jennifer Abel · Melissa Citrini-Beaulieu | 323,43 pont | Oroszország · Nagyezsda Bazsina · Krisztyina Iljinih | 312,60 pont |
| 10 m szinkronugrás | Kína · Zsen Csien (Ren Qian) · Sze Ja-csie (Si Yajie) | 352,56 pont | Észak-Korea · Kim Mi-rae · Kim Kuk-hyang          | 336,48 pont | Malajzia · Jun Hoong Cheong · Pandelela Rinong       | 328,74 pont |

#### Vegyes
| Versenyszám        | Arany                                          | Arany       | Ezüst                                       | Ezüst       | Bronz                                             | Bronz       |
| ------------------ | ---------------------------------------------- | ----------- | ------------------------------------------- | ----------- | ------------------------------------------------- | ----------- |
| 3 m szinkronugrás  | Kína · Vang Han · Li Zheng                     | 323,70 pont | Nagy-Britannia · Grace Reid · Tom Daley     | 308,04 pont | Kanada · Jennifer Abel · François Imbeau-Dulac    | 297,72 pont |
| 10 m szinkronugrás | Kína · Zsen Csien (Ren Qian) · Lian Junjie     | 352,98 pont | Nagy-Britannia · Lois Toulson · Matthew Lee | 323,28 pont | Észak-Korea · Kim Mi-rae · Hyon Il-myong          | 318,12 pont |
| Csapatverseny      | Franciaország · Laura Marino · Matthieu Rosset | 406,40 pont | Mexikó · Viviana del Ángel · Rommel Pacheco | 402,35 pont | Egyesült Államok · Krysta Palmer · David Dinsmore | 395,90 pont |

### Szupertoronyugrás
| Versenyszám | Arany                           | Arany       | Ezüst                        | Ezüst       | Bronz                                | Bronz       |
| ----------- | ------------------------------- | ----------- | ---------------------------- | ----------- | ------------------------------------ | ----------- |
| Férfi       | Steve Lo Bue · Egyesült Államok | 397,15 pont | Michal Navrátil · Csehország | 390,90 pont | Alessandro De Rose · Olaszország     | 379,65 pont |
| Női         | Rhiannan Iffland · Ausztrália   | 320,70 pont | Adriana Jiménez · Mexikó     | 308,90 pont | Jana Nyesztyerova · Fehéroroszország | 303,95 pont |

### Szinkronúszás
| Versenyszám           | Arany | Arany        | Ezüst | Ezüst        | Bronz | Bronz        |
| --------------------- | --- | ------------ | --- | ------------ | --- | ------------ |
| egyéni rövid program  | Szvetlana Kolesznyicsenko · Oroszország | 95,2036 pont | Ona Carbonell · Spanyolország | 93,6534 pont | Anna Volosina · Ukrajna | 91,9992 pont |
| páros rövid program   | Oroszország · Szvetlana Kolesznyicsenko · Alekszandra Packevics | 95,0515 pont | Kína · Csiang Ting-ting (Jiang Tingting) · Csiang Ven-ven (Jiang Wenwen) | 94,0775 pont | Ukrajna · Anna Volosina · Jelizaveta Jahno | 92,6482 pont |
| csapat rövid program  | Oroszország · Vlada Csigirova · Marija Surocskina · Marina Goljadkina · Darja Bajangyina · Polina Komar · Veronyika Kalinyina · Darina Valitova · Anasztaszija Bajangyina · Anasztaszija Arhipovszkaja* · Varvara Szubbotyina* | 96,0109 pont | Kína · Liang Hszin-ping (Liang Xinping) · Feng Yu · Jin Cseng-hszin (Yin Chengxin) · Tang Meng-ni · Wang Qianyi · Kuo Li (Guo Li) · Xiao Yanning · Wang Liuyi · Chang Hao* · Yu Lele*                                    | 94,2165 pont | Japán · Inui Jukiko · Nakamura Mai · Szakiko Akucu · Marumo Kei · Omata Kano · Nakamaki Kanami · Minami Kono · Juka Fukumura · Hajasi Aiko* · Asuka Tasaki*                                                                | 93,1590 pont |
| egyéni szabad program | Szvetlana Kolesznyicsenko · Oroszország | 96,1333 pont | Ona Carbonell · Spanyolország | 95,0333 pont | Anna Volosina · Ukrajna | 93,3000 pont |
| páros szabad program  | Oroszország · Szvetlana Kolesznyicsenko · Alekszandra Packevics | 97,0000 pont | Kína · Csiang Ting-ting (Jiang Tingting) · Csiang Ven-ven (Jiang Wenwen) | 95,3000 pont | Ukrajna · Anna Volosina · Jelizaveta Jahno | 93,2667 pont |
| csapat szabad program | Oroszország · Vlada Csigirova · Marija Surocskina · Marina Goljadkina · Darja Bajangyina · Polina Komar · Veronyika Kalinyina · Darina Valitova · Anasztaszija Bajangyina · Anasztaszija Arhipovszkaja* · Varvara Szubbotyina* | 97,3000 pont | Kína · Liang Hszin-ping (Liang Xinping) · Feng Yu · Jin Cseng-hszin (Yin Chengxin) · Tang Meng-ni · Yu Lele · Kuo Li (Guo Li) · Xiao Yanning · Chang Hao · Wang Liuyi* · Wang Qianyi*                                    | 95,2333 pont | Ukrajna · Kszenyija Szidorenko · Valerija Aprjeljeva · Olekszandra Kasuba · Anna Volosina · Anasztaszija Szavcsuk · Marina Alekszijiva · Jelizaveta Jahno · Vlagyiszlava Alekszijiva · Jana Narjezsna* · Alina Sinkarenko* | 93,9333 pont |
| kombinációs kűr       | Kína · Chang Hao · Wang Qianyi · Jin Cseng-hszin (Yin Chengxin) · Wang Liuyi · Yu Lele · Xiao Yanning · Kuo Li (Guo Li) · Liang Hszin-ping (Liang Xinping) · Tang Meng-ni · Feng Yu                                            | 96,1000 pont | Ukrajna · Kszenyija Szidorenko · Valerija Aprjeljeva · Olekszandra Kasuba · Anna Volosina · Anasztaszija Szavcsuk · Marina Alekszijiva · Jelizaveta Jahno · Vlagyiszlava Alekszijiva · Jana Narjezsna · Alina Sinkarenko | 94,0000 pont | Japán · Inui Jukiko · Nakamura Mai · Szakiko Akucu · Marumo Kei · Omata Kano · Nakamaki Kanami · Minami Kono · Juka Fukumura · Yuriko Osawa · Asuka Tasaki                                                                 | 93,2000 pont |
| vegyes rövid program  | Olaszország · Manila Flamini · Giorgio Minisini | 90,2979 pont | Oroszország · Mihajela Kalancsa · Alekszandr Malcev | 90,2639 pont | Egyesült Államok · Kanako Spendlove · Bill May | 87,6682 pont |
| vegyes szabad program | Oroszország · Mihajela Kalancsa · Alekszandr Malcev | 92,6000 pont | Olaszország · Giorgio Minisini · Mariangela Perrupato | 91,1000 pont | Egyesült Államok · Kanako Spendlove · Bill May | 88,7667 pont |

* – tartalék versenyzők

### Hosszútávúszás

#### Férfiak
| Versenyszám | Arany                                | Arany     | Ezüst                                | Ezüst     | Bronz                                 | Bronz     |
| ----------- | ------------------------------------ | --------- | ------------------------------------ | --------- | ------------------------------------- | --------- |
| 5 km        | Marc-Antoine Olivier · Franciaország | 54:31,4   | Mario Sanzullo · Olaszország         | 54:32,1   | Timothy Shuttleworth · Nagy-Britannia | 54:42,1   |
| 10 km       | Ferry Weertman · Hollandia           | 1:51,58,5 | Jordan Wilimovsky · Egyesült Államok | 1:51,58,6 | Marc-Antoine Olivier · Franciaország  | 1:51,59,2 |
| 25 km       | Axel Reymond · Franciaország         | 5:02,46,4 | Matteo Furlan · Olaszország          | 5:02,47,0 | Jevgenyij Dratcev · Oroszország       | 5:02,49,8 |

#### Nők
| Versenyszám | Arany                                    | Arany     | Ezüst                             | Ezüst     | Bronz                        | Bronz     |
| ----------- | ---------------------------------------- | --------- | --------------------------------- | --------- | ---------------------------- | --------- |
| 5 km        | Ashley Grace Twichell · Egyesült Államok | 59:07,0   | Aurélie Muller · Franciaország    | 59:10,5   | Ana Marcela Cunha · Brazília | 59:11,4   |
| 10 km       | Aurélie Muller · Franciaország           | 2:00:13,7 | Samantha Arévalo · Ecuador        | 2:00,17,0 | Ana Marcela Cunha · Brazília | 2:00,17,2 |
| 10 km       | Aurélie Muller · Franciaország           | 2:00:13,7 | Samantha Arévalo · Ecuador        | 2:00,17,0 | Arianna Bridi · Olaszország  | 2:00,17,2 |
| 25 km       | Ana Marcela Cunha · Brazília             | 5:21,58,4 | Sharon van Rouwendaal · Hollandia | 5:22,00,8 | Arianna Bridi · Olaszország  | 5:22,08,2 |

#### Csapat
| Versenyszám  | Arany                                                                                     | Arany   | Ezüst                                                                                         | Ezüst   | Bronz                                                                                   | Bronz   |
| ------------ | ----------------------------------------------------------------------------------------- | ------- | --------------------------------------------------------------------------------------------- | ------- | --------------------------------------------------------------------------------------- | ------- |
| Csapat, 5 km | Franciaország · Oceane Cassignol · Logan Fontaine · Aurélie Muller · Marc-Antoine Olivier | 54:05,9 | Egyesült Államok · Brendan Casey · Ashley Grace Twichell · Haley Anderson · Jordan Wilimovsky | 54:18,1 | Olaszország · Rachele Bruni · Giulia Gabbrielleschi · Federico Vanelli · Mario Sanzullo | 54:31,0 |

### Vízilabda
| Versenyszám | Arany            | Ezüst         | Bronz       |
| ----------- | ---------------- | ------------- | ----------- |
| Férfi       | Horvátország     | Magyarország  | Szerbia     |
| Női         | Egyesült Államok | Spanyolország | Oroszország |